# Richterova vila
Richterova vila je dům čp. 251/III postavený na skále nad Klárovem, na pražské Malé Straně při hranici čtvrti Hradčany v městské části Praha 1, nedaleko od východní brány Pražského hradu. Má dvě adresy: v ulici Na Opyši č.5 a Staré zámecké schody 6. Byla postavena u Svatováclavské vinice nad druhým Richterovým domem U Verdugů. 

## Situace a přístup
Do vily se vchází ze dvou směrů. Buďto se chodí z jihu vchodem ze Starých zámeckých schodů nebo alternativně novou brankou od Černé věže z Pražského hradu. Jde o jednu z nejvýznamnějších klasicistních stavebních památek v Praze, od roku 1964 je zapsána do seznamu kulturních památek.

## Dějiny
Roku 1799 koupil Tomáš František Richter malostranský dům čp. 147/III U Verdugů (Teyflovský) Pod bruskou 3 (u vstupu na Staré zámecké schody) a přikoupil k němu vinařský domek čp. 148/III. Jeho syn, Karel Emanuel Richter (1775–1856), pozdější zemský rada, je zdědil a rozhodl se k výstavbě dvou objektů, spodního činžovního domu a na místě vinařského vily a v jeho okolí dal postavit vilu.
Stavbu vily navrhl v roce 1832 architekt Josef Peschka, plány se nedochovaly.  Vilu zdědili Richterovi synové, prvorozený stejnojmenný  Karel Emanuel (̈* 1841) a Josef (* 1848) a jejich potomci, kteří se hlásili k německé národnosti. Krátce po druhé světové válce byla budova Richterově rodině zkonfiskována státem a budova sloužila pro diplomatické účely, sídlilo zde Kubánské velvyslanectví, později objekt využívala Státní bezpečnost a Hradní stráž. Od roku 1992 vilu definitivně získala Správa Pražského hradu. V 90. letech byly zdejší prostory využívány pro různé kulturní a společenské akce. V roce 2004 proběhla veřejná soutěž na obnovu objektu včetně nově vysazené přilehlé Svatováclavské vinice. Rekonstrukce pak byla zahájena v roce 2006. Od roku 2008 jsou vila i vinice opět přístupná veřejnosti.
V objektu se v současnosti nachází jeden z TOP 100 Pražských restaurantů Piano Nobile. Objekt je také známý pro svou popularitu v pořádání svateb pro české i zahraniční klienty. Součástí areálu vily je také vinice, jejíž historie sahá do desátého století a je jednou z nejstarších v ČR. Jsou zde vysazeny dvě základní odrůdy révy vinné: Ryzlink rýnský a Rulandské modré (Pinot noir) – dvě nejušlechtilejší odrůdy severních vinařských oblastí. Kromě toho je podél vyhlídkové cesty vysazeno 35 odrůd révy vinné zapsaných v Odrůdové knize ČR.